# Сусаніне
Суса́ніне (до 1948 року — Бую́к-Буза́в, крим. Büyük Buzav) — село Курманського району Автономної Республіки Крим.
Адміністративний центр Сусанінської сільської ради.
За даними сільради на 2009 рік, село займало площу 115,1 га, на якій у 329 дворах проживало 840 осіб.

## Географія
Село занаходиться на заході району, в степовому Криму, в неглибокій балці — продовженні долини річки Самарчик, висота центру села над рівнем моря — 71 м.
Відстань від райцентру до населеного пункта становить 46 кілометрів по прямій. Найближчі населені пункти — Кормове за 6,3 км на захід і Панфілівка за 2 км на схід. Найближча залізнична станція — Урожайна, приблизно 55 кілометрів.
Транспортне сполучення здійснюється регіональним автошляхом Т 0102.

## Історія
В період Кримського ханства село входило до кадилика Караул Перекопського каймаканства, перша документальна згадка села зустрічається в «Камеральному Описі Криму…» 1784 року.
Станом на 1806 рік в селі Буюк-Бузав було 8 дворів і 72 мешканці, виключно кримських татар.
За енциклопедичним словником «Німці Росії», в 1888 році село було заселено німецькими колоністами менонітами.
18 серпня 1941 року німці були депортовані з Криму, а 18 травня 1948 року Буюк-Бузав перейменували на Сусанине Указом Президії Верховної Ради РРФСР.
У 2023 році у проєкті Постанови Верховної Ради України «Про перейменування деяких населених пунктів Автономної Республіки Крим» село запропоновано перейменувати на Буюк-Бузав.